# Río Amarillo
Río Amarillo är en ort i Honduras.   Den ligger i departementet Departamento de Copán, i den västra delen av landet, 230 km väster om huvudstaden Tegucigalpa. Río Amarillo ligger 713 meter över havet och antalet invånare är 1 000.
Terrängen runt Río Amarillo är huvudsakligen kuperad. Río Amarillo ligger nere i en dal. Runt Río Amarillo är det ganska tätbefolkat, med 72 invånare per kvadratkilometer. Närmaste större samhälle är Copán, 14,9 km söder om Río Amarillo. Omgivningarna runt Río Amarillo är en mosaik av jordbruksmark och naturlig växtlighet.